# Nora Federici
Nora Federici (27 de abril de 1910, Roma, Italia – 9 de septiembre de 2001, Grottaferrata, Roma (Italia) fue una estadística italiana.

## Biografía
Su larga y rica investigación, que comenzó poco después de obtener un título en Ciencias Políticas en la Universidad de Roma La Sapienza en 1933. Se ocupó de todos los temas demográficos, con gran atención a las profundas intersecciones con aspectos biológicos y sociales demográficos. Fundó el Journal Genus, y lo dirigió de 1966 a 1994. Apoyó firmemente los estudios demográficos en Italia, después de la crisis seguida tras las leyes raciales en los años de la Segunda Guerra Mundial. Durante su larga carrera docente, pudo desterrar (1961) la primera cátedra de demografía de la Universidad italiana. Creció alrededor de generaciones de estudiantes a quienes les enseñó en el rigor científico y la libertad de pensamiento. El compromiso de Nora Federici fue más allá de la universidad. Su capacidad para revelar contextos no académicos ha hecho que la Demografía se convirtiera en un tema de interés público para el estudio de la evolución de las poblaciones. Muchos fueron sus cargos que sirvió en la comunidad científica internacional, recibiendo la estima continua de la Unión Internacional para el Estudio Científico de la Población.

## Intereses en investigación
Estudios de población, demografía, antropología.

## Educación
Poseyó el grado en Ciencias Políticas, en 1933, en la Universidad de Roma "La Sapienza", defendiendo una tesis en estadística.

## Cargos académicos
Fue profesora de Demografía en la Universidad de Roma, y también enseñando en las Universidades de Perugia y de Palermo. Fue Director del Instituto (Departamento) de Demografía, entre 1957 a 1979.

## Honores

### Galardones
- Honoris causa de la International Union for the Scientific Study of Population
- Medalla de oro como benemérita de la Escuela de la Cultura y del Arte

Miembro de
- Accademia dei Lincei.

## Conocida por
Estudios poblacionales, estudios de género.

## Estudiantes
Antonio Golini, Graziella Caselli, Eugenio Sonnino, Viviana Egidi, Giuseppe Gesano.

## Algunas publicaciones
- Mortalità, mortalità infantile e mortalità antenatale nelle famiglie numerose italiane, «Genus» III (1-2) 1938

- Un nuovo índice di efficienza biologico-demografica: la durata del parto. En: Società Italiana di Statistica, Atti della VII Riunione Scientifica, Roma, 1943

- La mortalità differenziale dei due sessi e le sue possibili cause, «Statistica» X (3) 1950

- Età pubere, età alla menopausa e durata del periodo fecondo, «Genus» IX (1-4) 1950–52

- Le caratteristiche e i problemi dell’occupazione e della disoccupazione femminile. En: Atti della Commissione parlamentare d’inchiesta sulla disoccupazione IV, t. 5, Roma, Camera dei deputati, 1953.

- Fattori sociali ed omogeneizzazione nel comportamento demográfico, «Statistica», XV, 3, 1955

- Caratteristiche territoriali della mortalità in Italia. En: Società Italiana di Statistica, Atti della XX Riunione Scientifica, Roma, 1961

- Le ricerche demografiche in funzione dei piani regionali di sviluppo económico, «Statistica», a. XXI (3) 1961

- La rilevazione statistica delle migrazioni: problemi, osservazioni e proposte, «Statistica», XXIV, 3, 1964

- La mortalità per malattie cardiovascolari nelle regioni italiane, Roma, Failli, 1965.

- L'evoluzione demografica dell'Umbria dal 1861 al 1961, con Luigi Bellini, Perugia, [s.n.] 1966.

- Estadística metodológica y aplicada. Colección Sinopsis: Serie universitaria. Con Tommaso Salvemini. Ediciones y Publicaciones Españolas, 190 p. 1966

- Le tendenze della Demografie e le prospettive del suo sviluppo, «Genus» XXIV (1-4) 1968

- Lezioni di statistica economica, a cura di Luigi Bellini, riveduto e aggiornato da Luigi Tittarelli, Perugia, CLEUP, 1968.

- Lezioni di demografia, cura de Gaspare Massetti, Roma, Edizioni Universitarie, 1955. 2.ª ed. Roma, E. De Santis, 1960. 3.ª ed. Roma, E. De Santis, 1968.

- Le condizioni di lavoro delle donne salariate nei sei Stati membri della Comunità europea: Italia, con Carla Bielle y Antonella Pinnelli, Commissione delle Comunità europee. Direzione generale degli affari sociali, 1972.

- La popolazione in Italia, Torino, Boringhieri, 1976

- Condizioni di lavoro delle lavoratrici italiane dipendenti, curada × Nora Federici, con Carla Bielli y Antonella Pinnelli, Roma, [s.n.] 1976.

- La popolazione in Italia, Nora Federici e altri, Torino, Boringhieri, 1976.

- Istituzioni di demografia, Roma, Elia, 1979.

- Procreazione, famiglia, lavoro della donna, Torino, Loescher, 1984.

- Demographic science and its teaching in Italy. Número 28 de IUSSP papers. Editor International Union for the Sci. Study of Population. 70 p. 1985

- Scritti scelti, Roma, [s.n.] 1992.

- Women's position and demographic change. International studies in demography. Con Karen Oppenheim Mason, Sølvi Sogner. Ed. ilustrada de Clarendon Press, ISBN 0-19-828792-5 368 p. 1993